# Паратекст
Паратекст — це поняття в літературній інтерпретації. Основний текст опублікованих авторів (наприклад, оповідь, нехудожній опис, вірші тощо) часто оточують інші матеріали, надані авторами, редакторами, друкарями та видавцями, відомі як паратекст. Ці додані елементи утворюють рамки для основного тексту і можуть змінювати сприйняття тексту або його тлумачення читачами. Паратекст найчастіше асоціюють з книгами, адже вони зазвичай мають палітурку (з відповідним дизайном обкладинки), назву, вступну частину (присвяту, вступну інформацію, передмову), виноски завершальної частини (форзаци, колофон) і багато інших матеріалів, що над ними працював хтось ще, окрім автора. Інші редакторські рішення також можуть потрапити до катеґорії паратексту, наприклад, форматування або типоґрафія. Через тісний зв'язок поміж цими елементами й тектом може здатися, що автори утверджують паратекстуальні матеріали, але часто це зовсім не так. Одним з прикладів суперечок навколо паратексту є випадок підліткового роману 2009 року "Liar", який спочатку був опублікований із зображенням білої дівчини на обкладинці, хоча оповідачка в тексті зображалася чорною. 
Поняття паратексту тісно пов'язане з поняттям гіпотексту (раннішого тексту, який служить джерелом для поточного тексту). 

## Теорія
Літературний теоретик Жерар Женетт визначає паратекст як ті частини опублікованої праці, що супроводжують текст. Наприклад, ім'я автора, назву, передмову, вступ та ілюстрації . Він стверджує: "Паратекст — це радше поріг, аніж межа чи запечатаний кордон". Це "зона між текстом і не-текстом, зона не тільки переходу, але й вказівок: це привілейоване місце прагматики і стратегії, впливу на читача, впливу, що ... служить кращому сприйняттю тексту і його більш адекватному прочитанню”. Потім, цитуючи Філіпа Лежене, Женетт далі описує паратекст як "околиці друкованого тексту, які насправді контролює читання цього тексту". Цей поріг містить перітекст (що в свою чергу складається з елементів на кшталт заголовків, заголовків розділів, передмов та приміток) та епітекст (який складається з таких елементів, як інтерв'ю, рекламні оголошення, рецензії та звернення до критиків, приватні листи та інші авторські та редакційні обговорення, що перебувають «поза» цим текстом). Паратекст є сумою перітексту та епітексту.